# Viking metal
Viking metal – podgatunek muzyki heavymetalowej, którego początki sięgają wydanej w 1988 roku płyty studyjnej Blood Fire Death, szwedzkiego zespołu metalowego Bathory. Rozwój jako odrębnego gatunku powiązać można z wydaniem kolejnych albumów zespołu Bathory oraz pojawieniem się wielu skandynawskich grup w latach 90. XX wieku takich jak Enslaved, Hades Almighty, Vintersorg, Einherjer.
Viking metal swą nazwę zawdzięcza tekstom piosenek zespołu Bathory, nawiązujących do tradycji oraz historii skandynawskich rozbójników morskich. W późniejszym okresie do typowych tematów piosenek vikingmetalowych dołączyła tematyka nawiązująca do germańskich wojowników i ich wierzeń oraz pozostałych ludów nadbałtyckich. Pod względem muzycznym viking metal charakteryzuje się mało skomplikowaną i rytmiczną grą na perkusji, a także prostymi riffami, które często przybierają wzniosłą bądź melancholijną formę. Podobnie jak w przypadku folk metalu, muzyka nie jest skomplikowana, a główny nacisk kładzie się na odwzorowanie atmosfery panującej w przeszłości (jednak w odróżnieniu od muzyki ludowej, atmosfera nie wiąże się z prostym życiem danej społeczności, lecz prowadzonymi przez narody wojnami). W utworach vikingmetalowych spotkać się można zarówno ze śpiewem znanym jako growl, jak i z tzw. czystym śpiewem (zazwyczaj tenor).
Obecnie niewiele grup scharakteryzować można jako "czysty" viking metal. Wśród takowych wyróżnić można Einherjer, późniejsza twórczość Månegarm i Thyrfing, czy Iuvenes (albumy Riddle of Steel oraz Towards Sources of Honour and Pride). Często gatunek ten wiąże się z black metalem (Nachtfalke, Wyrd, Mithotyn), bądź też z folk metalem (Falkenbach, Moonsorrow, Ásmegin).
Wielkim nieporozumieniem jest przeświadczenie o tym, że viking metal to dowolna forma metalu, tematycznie nawiązująca do obyczajów wikingów. Wraz z rosnącą popularnością viking metalu, coraz częściej spotkać się można z protestami odnośnie do zaliczania do niego grup takich jak Doomsword, Drakkar czy też Amon Amarth (obie grupy tematyką tekstów nawiązują do wikingów, lecz muzycznie odbiegają od standardów tego gatunku). Mimo to na ostatnich płytach Amon Amarth zaobserwować można pojawianie się elementów typowych dla viking metalu.